# Anthony N. Rodd
Anthony Norman Rodd ( 1940) es un botánico australiano.

## Algunas publicaciones
- 1998. Revision of Livistona (Arecaceae) in Australia. Telopea 8(1): 49-153

### Libros
- Alec Morris Blombery, Anthony Norman Rodd. 1988. An Informative, practical guide to palms of the world: their cultivation, care and landscape use. Ed. Angus & Robertson. 201 pp.

- Anthony Norman Rodd, Annemarie Clements. 1994. Save the bush in Newcastle. Ed. Anne Clements & Associates. 76 pp.

- ------------, Roger Mann, Tony Rodd, 1996. Ultimate Book of Trees and Shrubs. Ed. Random House Australia. 512 pp. ISBN 0091832055

- Peter Cundall, Anthony Norman Rodd. 2006. Flora's gardening cards: perfect portable home reference for every gardener. Ed. ABC Books. 264 pp. ISBN 0733316107

- Anthony Norman Rodd. 2006. Flora's Trees and Shrubs: Illustrated A-Z of Over 8500 Plants. Gardening Australia Series. Ed. ABC Books. 928 pp. ISBN 0733316913

- ------------. 2007. Flora's Plantfinder: The Right Plants for Every Garden. Gardening Australia Series. Ed. ABC Books. 992 pp. ISBN 0733320945

- ------------, Jennifer Stackhouse. 2008. Trees: The Macmillan Visual Guide. Ed. Pan Macmillan. 304 pp. ISBN 1405038470, ISBN 9781405038478

- ------------, Jennifer Stackhouse. 2008. Árboles: guía visual. Ed. Grupo Editorial Milenio. 304 pp. ISBN 968936460X

## Honores

### Epónimos
Especies
- (Araliaceae) Astrotricha roddii Makinson[1]

- (Rubiaceae) Galium roddii Ehrend. & McGill.[2]
- La abreviatura «Rodd» se emplea para indicar a Anthony N. Rodd como autoridad en la descripción y clasificación científica de los vegetales.[3]